# Holorusia regia
Holorusia regia är en tvåvingeart som först beskrevs av Alexander 1935.  Holorusia regia ingår i släktet Holorusia och familjen storharkrankar.
Artens utbredningsområde är Thailand. Inga underarter finns listade i Catalogue of Life.